# Tickhill
Tickhill este un oraș în comitatul South Yorkshire, regiunea Yorkshire and the Humber, Anglia. Orașul se află în districtul metropolitan Doncaster. 